# Maria Jacobini
Maria Jacobini (17 de febrero de 1892 – 20 de noviembre de 1944) fue una actriz teatral y cinematográfica italiana, activa en la época del cine mudo.

## Biografía
Nacida en Roma, Italia, en el seno de una familia de la nobleza, era la hermana mayor de la también actriz Diomira Jacobini. Ya desde adolescente se interesó por el teatro, frecuentando los cursos de la Accademia di Arte Drammatica, y siguiendo las lecciones de Virginia Marini y Eduardo Boutet.
Tras graduarse, comenzó inmediatamente su carrera profesional en la compañía teatral de Cesare Dondini jr., encarnando a personajes de reparto, pero dando pronto pruebas de su natural talento dramático.

## Cine mudo
Observada por Ugo Falena, director artístico de la productora Film d'Arte Italiana, recibió la primera oferta para trabajar en el cine mudo. Su primer film fue Beatrice Cenci (1910), pero no obtuvo un  papel de importancia hasta dos años más tarde con Cesare Borgia. Fue el inicio de una gran actividad como actriz cinematográfica que la convirtió en una de las principales intérpretes del cine italiano de la época.
En 1912 fue contratada por la compañía Savoia Film de Turín, productora para la que interpretó numerosos filmes como protagonista, muchos de ellos emparejada con Dillo Lombardi. En dicha ciudad conoció a Nino Oxilia, que la dirigió en muchas de sus películas, y con el cual mantuvo una relación sentimental.
Posteriormente actuó para los estudios Pasquali Film, Celio Film, y Tiber Film. En 1918 rodó en Turín, para Itala Film, una nueva versión de Addio giovinezza!, en homenaje a los autores Sandro Camasio y Nino Oxilia (este último, caído en el frente de la Primera Guerra Mundial el año anterior, iba a casarse con Jacobini), y que fue un gran éxito de público.
En 1920 fue contratada como «primera actriz» por los estudios Fert. En esta compañía se ligó profesional y sentimentalmente al director Gennaro Righelli, uno de los más importantes de la época, con el que se casó en 1925. Fueron numerosos los filmes en los que fue dirigida por Righelli, entre ellos Amore rosso (1921), Il viaggio (1921) y L'isola e il continente (1922).

## Período en el extranjero
Con la crisis productiva de la industria cinematográfica italiana tras el fin de la Primera Guerra Mundial, Jacobini y su marido emigraron a Alemania en 1923. En Berlín la actriz fundó una productora propia, la Maria Jacobini-Film GmbH, que rodó una única película, La Bohème, y que más adelante fue sustituida por la productora Trianon-Film, para la cual también trabajó.
En el cine alemán consiguió un éxito de público y de crítica igual al obtenido en su patria. Entre sus principales películas alemanas figuran Steuerlos (1923), Orient (1924), Die Puppenkönigin (1924), Der Bastard (1925), Die Frauengasse von Algier (1927) y Villa Falconieri (1928).
En esos años Jacobini también rodó algunas cintas en Italia, como por ejemplo La bocca chiusa (1925) y Beatrice Cenci (1926). Finalmente, en 1929 rodó en Francia la última película muda de su carrera, Maman Colibrì.

## Cine sonoro
Convertida en unas de las divas más aclamadas del cine mudo italiano, con la llegada del cine sonoro, a diferencia de otros colegas que hubieron de finalizar su carrera incapaces de adaptarse al nuevo medio, siguió actuando, aunque centrada en papeles de reparto o de carácter.
De nuevo en Italia con Righelli en los inicios de la década de 1930, en los nuevos estudios Cines rodó su primer film sonoro, dirigido por Amleto Palermi, Perché no? (1930), con Livio Pavanelli y Oreste Bilancia.
Su última actuación en el cine tuvo lugar en la película La donna della montagna (1943), un año antes de su muerte, ocurrida cuando tenía 52 años de edad.

## Enseñanza
En 1937 la dirección del  Centro Sperimentale di Cinematografia le ofreció la cátedra de interpretación, en la cual se encargó de la formación de nuevos alumnos hasta el año 1943. Entre sus pupilos figuran las actrices Clara Calamai y Alida Valli.
Maria Jacobini falleció en Roma en 1944.

## Selección de su filmografía
| - Beatrice Cenci, de Ugo Falena (1910) - Cesare Borgia, de Gerolamo Lo Savio (1912) - Il giglio della palude, de Roberto Danesi (1912) - Il ballo della morte, de Roberto Danesi (1912) - La fuggitiva, de Roberto Danesi (1912) - L'ultimo amplesso, de Pier Antonio Gariazzo (1912) - Vampe di gelosia, de Roberto Danesi (1912) - Follia, de Roberto Danesi (1913) - Giovanna d'Arco, de Ubaldo Maria Del Colle (1913) - Il cadavere vivente, de Oreste Mentasti y Nino Oxilia (1913) - Il velo d'Iside, de Nino Oxilia (1913) - In hoc signo vinces, de Oreste Mentasti y Nino Oxilia (1913) - L'amicizia di Polo, de Gian Paolo Rosmino (1913) - L'eredità di Gabriella , de Roberto Danesi (1913) - La falsa strada, de Roberto Danesi (1913) - Capricci di gran signore, de Umberto Paradisi (1914) - L'esplosione del forte B.2, de Umberto Paradisi (1914) - Ananke, de Nino Oxilia (1915) - I cavalieri moderni, de Ivo Illuminati (1915) - Sotto l'ala della morte, de Ivo Illuminati (1915) - La corsara, de Maurizio Rava (1916) - La maschera dell'amore, de Ivo Illuminati (1916) - Resurrezione, de Mario Caserini (1917) - Addio giovinezza!, de Augusto Genina (1918) - L'onestà del peccato, de Augusto Genina (1918) - La signora Arlecchino, de Mario Caserini (1918) - Anima tormentata, de Mario Caserini (1918) - La regina del carbone, de Gennaro Righelli y Luciano Doria (1919) - La casa di vetro, de Gennaro Righelli (1920) - La vergine folle, de Gennaro Righelli (1920) - Amore rosso, de Gennaro Righelli (1921) - Il richiamo, de Gennaro Righelli (1921) - La preda, de Guglielmo Zorzi (1921) - L'incognita, de Gennaro Righelli (1922) | - La casa sotto la neve, de Gennaro Righelli (1922) - Bohème - Künstlerliebe, de Gennaro Righelli (1923) - Steuerlos, de Gennaro Righelli (1923) - Orient, de Gennaro Righelli (1924) - Die Puppenkönigin, de Gennaro Righelli (1924) - Der Bastard, de Gennaro Righelli (1925) - Beatrice Cenci, de Baldassarre Negroni (1926) - Unfug der Liebe, de Robert Wiene (1928) - Il carnevale di Venezia, de Mario Almirante (1928) - Die Frauengasse von Algier, de Wolfgang Hoffmann-Harnisch (1928) - Fünf bange Tage, de Gennaro Righelli (1928) - Der Fall dee Staatsanwalt M., de Rudolf Meinert (1928) - Villa Falconieri, de Richard Oswald (1928) - Živoj trup, de Fëdor Ozep (1929) - Maman Colibri, de Julien Duvivier (1929) - Perché no?, de Amleto Palermi (1930) - La scala, de Gennaro Righelli (1931) - La stella del cinema, de Mario Almirante (1931) - Patatrac, de Gennaro Righelli (1931) - Paraninfo, de Amleto Palermi (1934) - Gli uomini non sono ingrati, de Guido Brignone (1937) - Chi è più felice di me!, de Guido Brignone (1938) - Giuseppe Verdi, de Carmine Gallone (1938) - Le educande di Saint-Cyr, de Gennaro Righelli (1939) - Melodie eterne, de Carmine Gallone (1940) - Cento lettere d'amore, de Max Neufeld (1940) - L'attore scomparso, de Luigi Zampa (1941) - La signorina, de László Kish (1942) - Via delle Cinque Lune, de Luigi Chiarini (1942) - Signorinette, de Luigi Zampa (1942) - La danza del fuoco, de Giorgio Simonelli (1943) - Tempesta sul golfo, de Gennaro Righelli (1943) - La donna della montagna, de Renato Castellani (1943) |